# Aérodrome de Saint-Dié - Remomeix
L’aérodrome de Saint-Dié - Remomeix ou aérodrome René-Fonck (code OACI : LFGY) est un aérodrome civil, ouvert à la circulation aérienne publique (CAP), situé sur la commune de Remomeix à 4 km à l’est-sud-est de Saint-Dié-des-Vosges dans les Vosges (région Grand Est, France).
Il est utilisé pour la pratique d’activités de loisirs et de tourisme (aviation légère).

## Histoire
L’aéro-club qui gère le terrain s’est formé dans les années 1960. Une vingtaine de pilotes ont progressivement acquis les 25 hectares de terrain nécessaires. Dans un premier temps, la bande d’envol, commencée en 1962, mesurait 600 par 60 mètres. En 1975, la piste a été allongée à sa longueur actuelle, soit 870 mètres, pour être recouverte de bitume en 1990.
À l’occasion du cinquantième anniversaire de l’aéro-club de Saint-Dié-des-Vosges et du centenaire de l’aviation, l’aérodrome est baptisé officiellement le 21 juin 2009 du nom de René Fonck, célèbre aviateur de la Première Guerre mondiale.
Une stèle de marbre à son effigie est posée à cette occasion à l’entrée de l’aérodrome. Un meeting aérien, une exposition automobile et diverses autres festivités ont rehaussé cette manifestation.
Un avion SPAD S.XIII, réplique de l’appareil que pilota René Fonck, a été construit grandeur nature par 80 élèves en formation chaudronnerie et structure métallique du lycée Georges Baumont de Saint-Dié-des-Vosges. Il orne désormais l’entrée de l’aérodrome.

## Installations
L’aérodrome dispose d’une piste bitumée orientée est-ouest (07/25), longue de 870 mètres et large de 18.
L’aérodrome n’est pas contrôlé mais dispose d’une aire à signaux (ASI). Les communications s’effectuent en auto-information sur la fréquence de 119,910 MHz.
S’y ajoutent :
- une aire de stationnement ;
- un hangar ;
- une station d’avitaillement en carburant (100LL)[2].